# Yingpu-Kultur

Spätneolithische Kulturen in Taiwan

Die Yingpu-Kultur (chin. 營埔文化) war eine spätneolithische Kultur (ca. 3500–2000 BP) an der Westküste Taiwans. Ihr Hauptverbreitungsgebiet lag bei der Stadt Taichung, im Landkreis Changhua und im Landkreis Nantou, vor allem in den mittleren Bereichen der Flüsse Zhuoshui, Dadu und Dajia.
Die Typuslokalität liegt bei dem Dorf Yingpu im Bezirk Dadu von Taichung und wurde 1943 von dem japanischen Archäologen Kokubu Naoichi (国分直一) entdeckt. Materielle Hinterlassenschaften dieser Kultur konnten auch in zahlreichen anderen Fundstellen wie Shuitiliao (水底寮), Tamalin (大馬璘), and Tapingting (大坪頂) dokumentiert werden. Hauptsächlich handelt es sich dabei um schwarz und rot bemalte Keramik.